# Zaz (album)
Zaz is het debuutalbum van Zaz. Het album kwam officieel uit op 10 mei 2010.
Het album verwierf de volgende statussen:
- België: 3 x platina[2]
- Duitsland: 2 x platina[3]
- Frankrijk: 2 x diamant[4]
- Oostenrijk: platina[5]
- Polen: 2 x platina[6]
- Rusland: platina[7]
- Zwitserland: 2 x platina[8]

## Tracklist
| Nr. | Titel                    | Duur |
| --- | ------------------------ | ---- |
| 1.  | Les passants             | 3:33 |
| 2.  | Je veux                  | 3:39 |
| 3.  | Le long de la route      | 3:37 |
| 4.  | La fée                   | 2:53 |
| 5.  | Trop sensible            | 3:59 |
| 6.  | Prends garde à ta langue | 3:41 |
| 7.  | Ni oui ni non            | 3:31 |
| 8.  | Port coton               | 2:56 |
| 9.  | J'aime à nouveau         | 3:50 |
| 10. | Dans ma rue              | 4:40 |
| 11. | Éblouie par la nuit      | 2:40 |